# João da Cruz e Sousa
João da Cruz e Sousa (Nossa Senhora do Desterro, actual Florianópolis, Santa Catarina; 24 de noviembre de 1861-Antônio Carlos, Minas Gerais; 19 de marzo de 1898) fue un periodista y poeta simbolista brasileño. Es considerado uno de los principales precursores del simbolismo en Brasil.

## Biografía
Cruz e Sousa fue hijo de esclavos liberados, propiedad del mariscal Guilherme Xavier de Sousa, quien participó en la Guerra del Paraguay. Bajo la protección del mariscal Cruz e Sousa recibió una educación secundaria sólida en su ciudad natal
En 1877, publicó su primer poema en un periódico de poca circulación y en 1881 fundó el periódico Colombo (‘Colón’). Sin embargo, la publicación circuló durante poco tiempo. Entre 1881 y 1883 escribió textos contra la esclavitud y formó parte de una compañía de teatro.
En 1884 fue nombrado fiscal en una ciudad de Santa Catarina, pero no pudo asumir su posición ya que algunos políticos locales se opusieron debido a su raza. A partir de 1890, Cruz e Sousa residió en Río de Janeiro, en donde colabora con poemas y artículos para varias publicaciones,. En 1883 contrajo matrimonio con Gavita Rosa Gonçalves y obtuvo un empleo en la Estación Central de Brasil. Con Gavita tuvo cuatro hijos, pero todos murieron a muy temprana edad a causa de la tuberculosis.
Algunos síntomas de tuberculosis también aparecieron en el poeta en 1896, mientras que la salud mental de su esposa empeoraba. En 1898 viajó a la Estación del Sitio (Minas Gerais) para recibir tratamiento para su enfermedad, pero murió tres días después de su llegada.

## La obra poética
Durante su vida, Cruz e Sousa publicó solamente Missal, un libro de poemas en prosa, y Broquéis, un poemario en verso, lo cual marcó inicio del simbolismo-decadentismo en Brasil en 1893. En 1885, publicó otro poemario en prosa, coescrito con Virgílio Várzea, titulado Fantasias e Tropos. Sin embargo, la mayor parte de su obra poética quedó sin publicar y no vio la luz de manera completa hasta los años 1960. Algunos de sus poemas fueron extraviados, así como muchos de los artículos que escribió en periódicos.
Sin embargo, actualmente Cruz e Sousa es reconocido como uno de los principales poetas simbolistas de Brasil, en gran parte gracias al trabajo del sociólogo francés Roger Bastide, estudiosos del simbolismo y de la poesía afro-brasileña, quien comparó la labor de Cruz e Sousa con la de los grandes simbolistas europeos como el francés Stéphane Mallarmé.

## Obras

### Obras publicadas en vida
- Tropos e Fantasias (1885, poemas en prosa, junto a Virgílio Várzea)
- Broquéis (1893)
- Missal (1893, poemas en prosa)

### Obras póstumas
- Últimos Sonetos (poemas, 1905)
- Evocações (1898, poemas en prosa)
- Faróis (1900, poemas)
- Outras evocações (1961, poema en prosa)
- O livro Derradeiro (1961, poemas)
- Dispersos (1961, poemas en prosa)